# Winna-Chroły
Winna-Chroły (daw. Winna Chroły) – wieś w Polsce położona w województwie podlaskim, w powiecie wysokomazowieckim, w gminie Ciechanowiec.
W latach 1954–1972 wieś należała i była siedzibą władz gromady Winna-Chroły. W latach 1975–1998 miejscowość administracyjnie należała do województwa łomżyńskiego.
Wierni kościoła rzymskokatolickiego należą do parafii Parafia św. Doroty w Winnej Poświętnej.

## Historia
W I Rzeczypospolitej miejscowość w ziemi drohickiej w województwie podlaskim.
Pod koniec wieku XIX wieś w powiecie bielskim, gubernia grodzieńska, gmina Skórzec. Użytki rolne o powierzchni 81 dziesięcin, w tym 66 łąk i pastwisk, 11 lasu i 3 dziesięciny nieużytków.
W roku 1921 we wsi naliczono 23 budynki z przeznaczeniem mieszkalnym i 118 mieszkańców (51 mężczyzn i 67 kobiet). Narodowość polską zadeklarowało 117 osób, a 1 inną. Wyznanie rzymskokatolickie zgłosiło 110 osób, prawosławne 3, a mojżeszowe 5.
Zgodnie z rozporządzeniem Prezesa Rady Ministrów z dnia 22 marca 1952 r. miejscowość była w latach 1952-1954 siedzibą gminnej rady narodowej. W skład gminy Winna Chroły wchodziły gromady: Antonin, Bujenka, Kobusy, Koce Basie, Koce Schaby, Kułaki, Radziszewo Sobiechowo, Trzaski, Winna Chroły, Winna Poświętna i Zadobrze.